# Salzburger Pfingstfestspiele

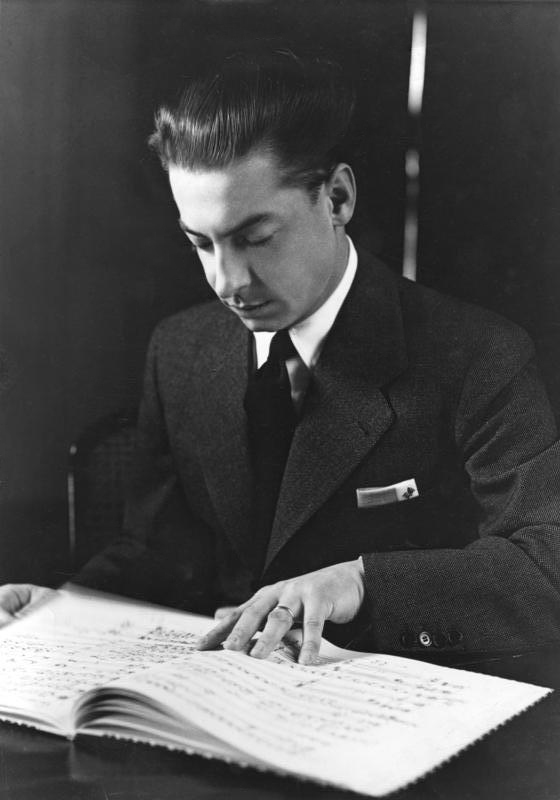
Herbert von Karajan (1973–1989)

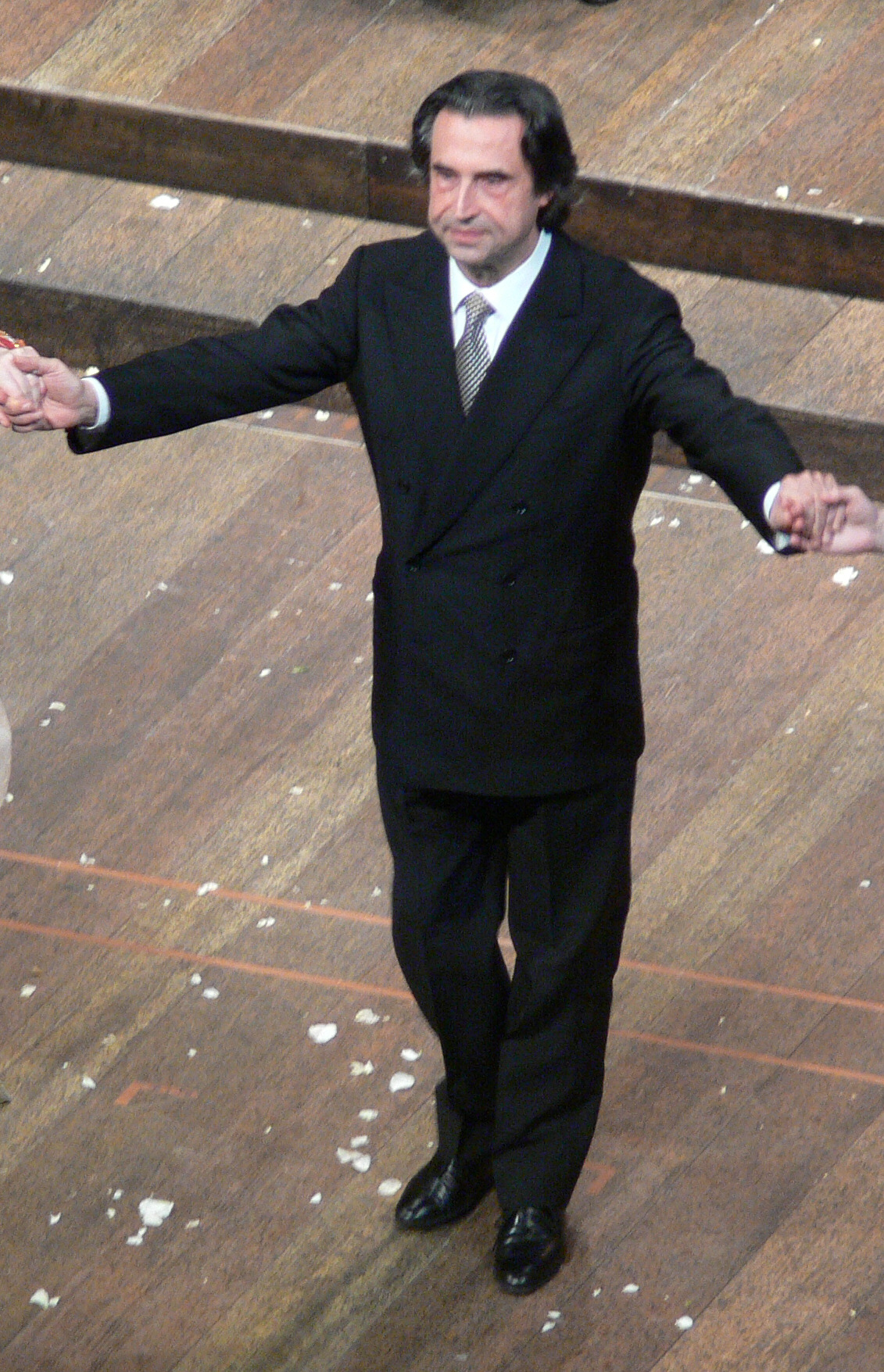
Riccardo Muti (2007–2011)

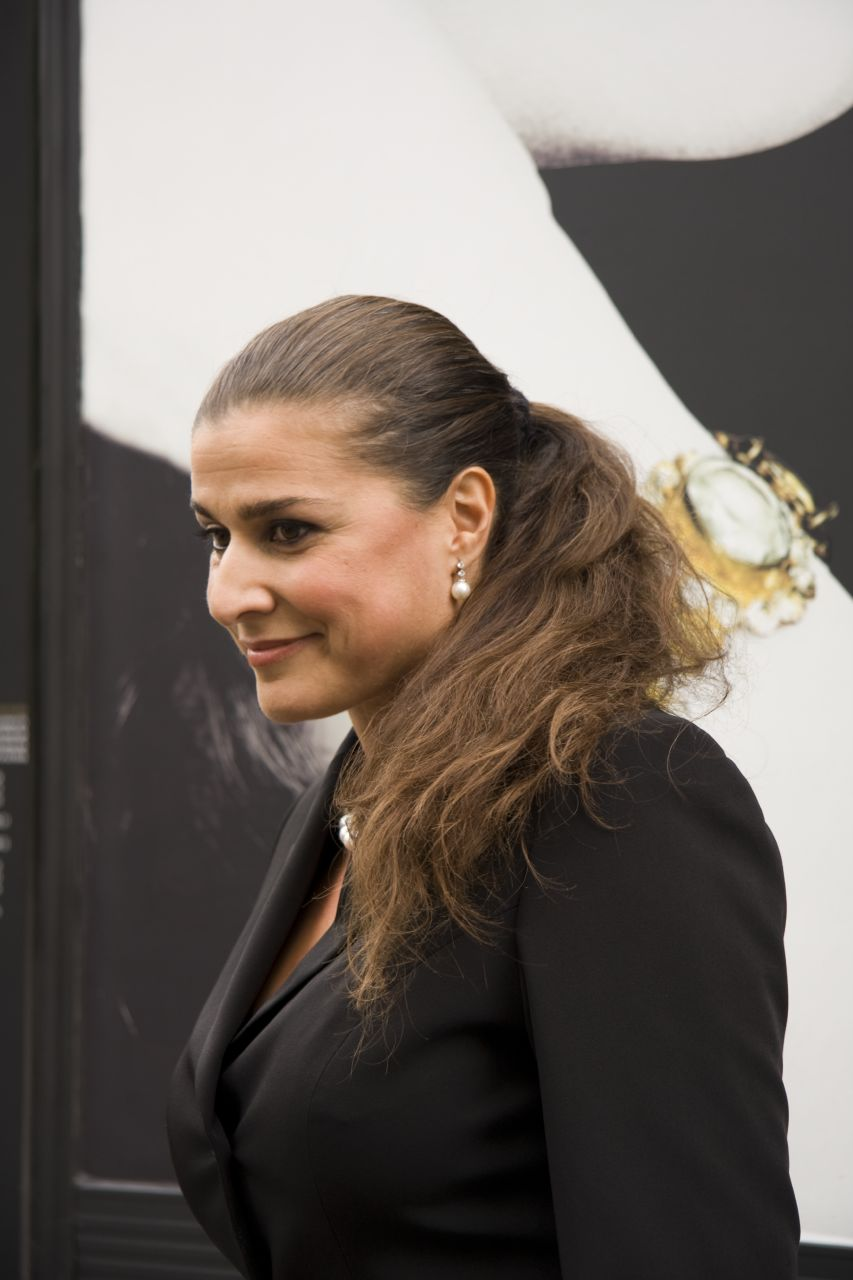
Cecilia Bartoli (seit 2012)

Die Salzburger Pfingstkonzerte wurden erstmals 1973 von Herbert von Karajan organisiert. Die Idee, Festspiele in Salzburg nicht nur im Sommer zu veranstalten, geht auf einen der Gründerväter der Salzburger Festspiele zurück: Hugo von Hofmannsthal schrieb bereits im Jahr 1919, dass die Festspiele „alljährlich im Sommer, dann und wann aber auch zu anderen Zeiten, etwa um Weihnachten, oder sonst im Winter, auch zu Ostern und Pfingsten“ stattfinden sollten. 
Herbert von Karajan schuf die Pfingstkonzerte vorrangig um Kartenwünsche potenzieller Osterfestspiel-Abonnenten zu erfüllen. Bis 1982 wurden die Pfingstkonzerte ausschließlich von den Berliner Philharmonikern unter Karajans Dirigat veranstaltet, danach dirigierten auch James Levine, Lorin Maazel, Seiji Ozawa, Georges Prêtre, André Previn und Sir George Solti. Nach Karajans Tod gastierten internationale Orchester wie die Wiener Philharmoniker, das Chicago Symphony Orchestra oder das London Symphony Orchestra. Die ursprüngliche Idee, die Pfingstkonzerte vor allem der Pflege der Musik von Anton Bruckner zu widmen, fand nach 1989 keine Nachfolge mehr. 
Im Jahr 1997 wurde der Titel Pfingstkonzerte nach Baden-Baden gegeben, um in Salzburg den Weg für ein neues Konzept zu ebnen: 1998 wurden die Salzburger Pfingstfestspiele als Ergänzung zu den Sommerfestspielen als deren fester Bestandteil ins Leben gerufen und in ein Barockfestival umgewidmet: mit einem großen Stadtfest, der Aufführung von Cavallis Oper La Calisto und sieben exklusiv dem vorklassischen Repertoire vorbehaltenen Konzerten. Für die künstlerische Ausrichtung zeichnet Hans Landesmann verantwortlich.
2007 übernahm Riccardo Muti die künstlerische Leitung und legte den Schwerpunkt auf neapolitanische Komponisten des 18. Jahrhunderts. Mit dem Motto „Neapel – Metropole der Erinnerung“ sollten die gemeinsame Vergangenheit von Wien und Neapel als zwei der wichtigsten musikalischen Zentren Europas hervorgehoben werden. Das Orchestra in Residence der Festspiele war das von Riccardo Muti gegründete Nachwuchsorchester Orchestra Giovanile Luigi Cherubini, die Opern wurden gemeinsam mit dem Ravenna Festival und fallweise mit europäischen Opernhäusern koproduziert. Das ursprünglich auf drei Jahre angelegte Projekt wurde bis 2011 auf fünf Jahre erweitert. Traditionell beginnen die Pfingstfestspiele mit einer Oper und schließen mit einem kirchenmusikalischen Werk. 
2012 übernahm die italienische Sängerin Cecilia Bartoli die künstlerische Leitung der Pfingstfestspiele und singt auch jeweils die Hauptrolle der Opernproduktion. Orchestra in Residence war 2012 Il Giardino Armonico und 2013 das Orchestra La Scintilla, beide unter Leitung von Giovanni Antonini. 2014 gastiert das Ensemble Mateus unter Jean-Christophe Spinosi. Der Intendant der Salzburger Festspiele ab 2012, Alexander Pereira, erklärte bei seiner Ernennung, dass künftig die Opernproduktion der Pfingstfestspiele künftig in derselben Besetzung auch in den Spielplan der Sommerfestspiele übernommen wird. „Alles andere wäre ‚Energieverschwendung‘“, so Pereira. 2019 wurde der Vertrag von Cecilia Bartoli als künstlerische Leiterin der Pfingstfestspiele bis 2026 verlängert. 2020 wurde die Veranstaltung aufgrund der COVID-19-Pandemie abgesagt.

## Opernproduktionen
Direktion Landesmann:
- 1998 La Calisto (Francesco Cavalli)
- 1999 Les Boréades (Jean-Philippe Rameau), auch bei den Sommerfestspielen
- 2002 Radamisto (Händel)

Direktion Muti:
- 2007 Il ritorno di don calandrino (Domenico Cimarosa)
- 2008 Il matrimonio inaspettato (Giovanni Paisiello)
- 2009 Demofoonte (Niccolò Jommelli)
- 2010 Betulia liberata (Mozart)
- 2011 I due Figaro (Saverio Mercadante)

Direktion Bartoli:
- 2012 Giulio Cesare in Egitto (Händel), auch bei den Sommerfestspielen
- 2013 Norma (Bellini), auch bei den Sommerfestspielen
- 2014 La Cenerentola (Rossini), auch bei den Sommerfestspielen
- 2014 Otello (Rossini), Koproduktion mit Zürich und Paris
- 2015 Iphigénie en Tauride (Gluck), auch bei den Sommerfestspielen
- 2016 West Side Story (Leonard Bernstein), auch bei den Sommerfestspielen
- 2017 Ariodante (Händel), auch bei den Sommerfestspielen
- 2018 L’italiana in Algeri (Rossini), auch bei den Sommerfestspielen
- 2019 Alcina (Händel), auch bei den Sommerfestspielen
- 2020 (Abgesagt) Don Pasquale (Donizetti)
- 2021 Il Trionfo del Tempo e del Disinganno (Händel)